# Satolas-et-Bonce
Satolas-et-Bonce és un municipi francès situat al departament de la Isèra i a la regió d'Alvèrnia-Roine-Alps. L'any 2007 tenia 1.975 habitants.

## Demografia

### Població
El 2007 la població de fet de Satolas-et-Bonce era de 1.975 persones. Hi havia 684 famílies de les quals 122 eren unipersonals (61 homes vivint sols i 61 dones vivint soles), 163 parelles sense fills, 346 parelles amb fills i 53 famílies monoparentals amb fills.
La població ha evolucionat segons el següent gràfic:
Habitants censats

### Habitatges
El 2007 hi havia 744 habitatges, 701 eren l'habitatge principal de la família, 20 eren segones residències i 23 estaven desocupats. 681 eren cases i 63 eren apartaments. Dels 701 habitatges principals, 579 estaven ocupats pels seus propietaris, 108 estaven llogats i ocupats pels llogaters i 14 estaven cedits a títol gratuït; 6 tenien una cambra, 35 en tenien dues, 66 en tenien tres, 186 en tenien quatre i 408 en tenien cinc o més. 622 habitatges disposaven pel capbaix d'una plaça de pàrquing. A 232 habitatges hi havia un automòbil i a 439 n'hi havia dos o més.

### Piràmide de població
La piràmide de població per edats i sexe el 2009 era:
| Homes | Edats   | Dones |
| ----- | ------- | ----- |
| 0     | 95 o +  | 0     |
| 0     | 90 a 94 | 4     |
| 0     | 85 a 89 | 8     |
| 4     | 80 a 84 | 0     |
| 16    | 75 a 79 | 32    |
| 24    | 70 a 74 | 16    |
| 24    | 65 a 69 | 24    |
| 20    | 60 a 64 | 24    |
| 40    | 55 a 59 | 32    |
| 44    | 50 a 54 | 68    |
| 64    | 45 a 49 | 68    |
| 92    | 40 a 44 | 88    |
| 68    | 35 a 39 | 68    |
| 104   | 30 a 34 | 56    |
| 40    | 25 a 29 | 32    |
| 36    | 20 a 24 | 40    |
| 57    | 15 a 19 | 84    |
| 76    | 10 a 14 | 68    |
| 56    | 5 a 9   | 64    |
| 56    | 0 a 4   | 32    |

## Economia
El 2007 la població en edat de treballar era de 1.334 persones, 1.038 eren actives i 296 eren inactives. De les 1.038 persones actives 965 estaven ocupades (526 homes i 439 dones) i 74 estaven aturades (30 homes i 44 dones). De les 296 persones inactives 97 estaven jubilades, 130 estaven estudiant i 69 estaven classificades com a «altres inactius».

### Ingressos
El 2009 a Satolas-et-Bonce hi havia 735 unitats fiscals que integraven 2.064 persones, la mediana anual d'ingressos fiscals per persona era de 21.213 €.

### Activitats econòmiques
Dels 94 establiments que hi havia el 2007, 1 era d'una empresa extractiva, 1 d'una empresa alimentària, 1 d'una empresa de fabricació de material elèctric, 4 d'empreses de fabricació d'altres productes industrials, 23 d'empreses de construcció, 17 d'empreses de comerç i reparació d'automòbils, 18 d'empreses de transport, 3 d'empreses d'hostatgeria i restauració, 1 d'una empresa d'informació i comunicació, 2 d'empreses financeres, 1 d'una empresa immobiliària, 11 d'empreses de serveis, 1 d'una entitat de l'administració pública i 10 d'empreses classificades com a «altres activitats de serveis».
Dels 38 establiments de servei als particulars que hi havia el 2009, 1 era una funerària, 6 tallers de reparació d'automòbils i de material agrícola, 4 paletes, 3 guixaires pintors, 7 fusteries, 4 lampisteries, 1 electricista, 2 empreses de construcció, 4 perruqueries, 3 restaurants i 3 salons de bellesa.
Dels 2 establiments comercials que hi havia el 2009, 1 era una fleca i 1 una botiga d'electrodomèstics.
L'any 2000 a Satolas-et-Bonce hi havia 33 explotacions agrícoles que ocupaven un total de 1.155 hectàrees.

## Equipaments sanitaris i escolars
El 2009 hi havia 1 escola maternal i 1 escola elemental.

## Poblacions més properes
El següent diagrama mostra les poblacions més properes.